# Sazka Tour 2022
13. ročník etapového cyklistického závodu Sazka Tour se konal mezi 4. a 7. srpnem 2022 v Česku. Celkovým vítězem se stal Ital Lorenzo Rota z týmu Intermarché–Wanty–Gobert Matériaux. Na druhém a třetím místě se umístili Dán Anthon Charmig (Uno-X Pro Cycling Team) a Ital Kevin Colleoni (Team BikeExchange–Jayco). Závod byl součástí UCI Europe Tour 2022 na úrovni 2.1.

## Týmy
Závodu se zúčastnilo 3 z 18 UCI WorldTeamů, 6 UCI ProTeamů a 13 UCI Continental týmů. Všechny týmy nastoupily na start se sedmi závodníky kromě týmů Bora–Hansgrohe a Voster ATS Team s šesti závodníky, závod tak odstartovalo 152 jezdců. Do cíle ve Šternberku dojelo 102 z nich.
UCI WorldTeamy
- Bora–Hansgrohe
- Intermarché–Wanty–Gobert Matériaux
- Team BikeExchange–Jayco

UCI ProTeamy
- Bardiani–CSF–Faizanè
- Bingoal Pauwels Sauces WB
- Drone Hopper–Androni Giocattoli
- Human Powered Health
- Sport Vlaanderen–Baloise
- Uno-X Pro Cycling Team

UCI Continental týmy
- Abloc CT
- Adria Mobil
- ATT Investments
- Development Team DSM
- Dukla Banská Bystrica
- Elkov–Kasper
- Jumbo–Visma Development Team
- Maloja Pushbikers
- Santic–Wibatech
- Team Felbermayr–Simplon Wels
- Team Lotto–Kern Haus
- Team Vorarlberg
- Voster ATS Team

## Trasa a etapy
| Etapa         | Datum         | Trasa                            | Vzdálenost    | Typ      | Typ           | Vítěz                 |
| ------------- | ------------- | -------------------------------- | ------------- | -------- | ------------- | --------------------- |
| 1             | 4. srpna      | Uničov – Prostějov               | 181,5 km      |          | Zvlněná etapa | Rune Herregodts (BEL) |
| 2             | 5. srpna      | Olomouc – Pustevny               | 189,3 km      |          | Horská etapa  | Lorenzo Rota (ITA)    |
| 3             | 6. srpna      | Moravská Třebová – Dlouhé stráně | 149,4 km      |          | Horská etapa  | Kamiel Bonneu (BEL)   |
| 4             | 7. srpna      | Šumperk – Šternberk              | 179,9 km      |          | Zvlněná etapa | Alexis Guérin (FRA)   |
| Celková délka | Celková délka | Celková délka                    | Celková délka | 700,1 km | 700,1 km      | 700,1 km              |

## Průběžné pořadí
| Etapa          | Vítěz           | Celkové pořadí  | Bodovací soutěž | Vrchařská soutěž | Soutěž mladých jezdců  | Soutěž týmů                        |
| -------------- | --------------- | --------------- | --------------- | ---------------- | ---------------------- | ---------------------------------- |
| 1              | Rune Herregodts | Rune Herregodts | Rune Herregodts | Johan Meens      | Jan Kašpar             | Sport Vlaanderen–Baloise           |
| 2              | Lorenzo Rota    | Lorenzo Rota    | Rune Herregodts | Paul Double      | Oscar Onley            | Intermarché–Wanty–Gobert Matériaux |
| 3              | Kamiel Bonneu   | Lorenzo Rota    | Lorenzo Rota    | Jan Kašpar       | Oscar Onley            | Intermarché–Wanty–Gobert Matériaux |
| 4              | Alexis Guérin   | Lorenzo Rota    | Lorenzo Rota    | Tim van Dijke    | Johannes Staune-Mittet | Intermarché–Wanty–Gobert Matériaux |
| Konečné pořadí | Konečné pořadí  | Lorenzo Rota    | Lorenzo Rota    | Tim van Dijke    | Johannes Staune-Mittet | Intermarché–Wanty–Gobert Matériaux |

- Ve 2. etapě nosil Michael Kukrle, jenž byl třetí v bodovací soutěži, zelený dres, protože lídr této klasifikace Rune Herregodts nosil žlutý dres lídra celkového pořadí a druhý závodník této klasifikace Johan Meens nosil puntíkovaný dres pro lídra vrchařské soutěže.
- Ve 4. etapě nosil Anthon Charmig, jenž byl druhý v bodovací soutěži, zelený dres, protože lídr této klasifikace Lorenzo Rota nosil žlutý dres lídra celkového pořadí.

## Konečné pořadí
| Legenda | Legenda                         | Legenda | Legenda                               |
| ------- | ------------------------------- | ------- | ------------------------------------- |
|         | Označuje lídra celkového pořadí |         | Označuje lídra vrchařské soutěže      |
|         | Označuje lídra bodovací soutěže |         | Označuje lídra soutěže mladých jezdců |

### Celkové pořadí
| Pořadí | Jezdec                       | Tým                                | Čas         |
| ------ | ---------------------------- | ---------------------------------- | ----------- |
| 1      | Lorenzo Rota (ITA)           | Intermarché–Wanty–Gobert Matériaux | 17h 34' 43" |
| 2      | Anthon Charmig (DEN)         | Uno-X Pro Cycling Team             | + 6"        |
| 3      | Kevin Colleoni (ITA)         | Team BikeExchange–Jayco            | + 8"        |
| 4      | Filippo Zana (ITA)           | Bardiani–CSF–Faizanè               | + 8"        |
| 5      | Johannes Staune-Mittet (NOR) | Jumbo–Visma Development Team       | + 14"       |
| 6      | Archie Ryan (IRL)            | Jumbo–Visma Development Team       | + 20"       |
| 7      | Oscar Onley (GBR)            | Development Team DSM               | + 27"       |
| 8      | Riccardo Zoidl (AUT)         | Team Vorarlberg                    | + 39"       |
| 9      | Luca Covili (ITA)            | Bardiani–CSF–Faizanè               | + 42"       |
| 10     | Max Poole (GBR)              | Development Team DSM               | + 48"       |

### Bodovací soutěž
| Pořadí | Jezdec                       | Tým                                | Čas |
| ------ | ---------------------------- | ---------------------------------- | --- |
| 1      | Lorenzo Rota (ITA)           | Intermarché–Wanty–Gobert Matériaux | 52  |
| 2      | Anthon Charmig (DEN)         | Uno-X Pro Cycling Team             | 48  |
| 3      | Michael Kukrle (CZE)         | Elkov–Kasper                       | 46  |
| 4      | Kevin Colleoni (ITA)         | Team BikeExchange–Jayco            | 35  |
| 5      | Filippo Zana (ITA)           | Bardiani–CSF–Faizanè               | 32  |
| 6      | Alexis Guérin (FRA)          | Team Vorarlberg                    | 31  |
| 7      | Rune Herregodts (BEL)        | Sport Vlaanderen–Baloise           | 31  |
| 8      | Kamiel Bonneu (BEL)          | Sport Vlaanderen–Baloise           | 30  |
| 9      | Johannes Staune-Mittet (NOR) | Jumbo–Visma Development Team       | 29  |
| 10     | Oscar Onley (GBR)            | Development Team DSM               | 29  |

### Vrchařská soutěž
| Pořadí | Jezdec                   | Tým                          | Body |
| ------ | ------------------------ | ---------------------------- | ---- |
| 1      | Tim van Dijke (NED)      | Jumbo–Visma Development Team | 39   |
| 2      | Jan Kašpar (CZE)         | ATT Investments              | 23   |
| 3      | Paul Double (GBR)        | Human Powered Health         | 23   |
| 4      | Jack Burke (CAN)         | Team Felbermayr–Simplon Wels | 19   |
| 5      | Alexis Guérin (FRA)      | Team Vorarlberg              | 18   |
| 6      | Michael Kukrle (CZE)     | Elkov–Kasper                 | 16   |
| 7      | Mathijs Paasschens (NED) | Bingoal Pauwels Sauces WB    | 10   |
| 8      | Lorenzo Milesi (ITA)     | Development Team DSM         | 10   |
| 9      | Daniel Turek (CZE)       | Team Felbermayr–Simplon Wels | 9    |
| 10     | Karel Camrda (CZE)       | ATT Investments              | 8    |

### Soutěž mladých jezdců
| Pořadí | Jezdec                       | Tým                             | Čas         |
| ------ | ---------------------------- | ------------------------------- | ----------- |
| 1      | Johannes Staune-Mittet (NOR) | Jumbo–Visma Development Team    | 17h 34' 57" |
| 2      | Archie Ryan (IRL)            | Jumbo–Visma Development Team    | + 6"        |
| 3      | Oscar Onley (GBR)            | Development Team DSM            | + 13"       |
| 4      | Max Poole (GBR)              | Development Team DSM            | + 34"       |
| 5      | Andrij Ponomar (UKR)         | Drone Hopper–Androni Giocattoli | + 3' 36"    |
| 6      | Lars Boven (NED)             | Jumbo–Visma Development Team    | + 5' 41"    |
| 7      | Santiago Umba (COL)          | Drone Hopper–Androni Giocattoli | + 7' 13"    |
| 8      | Callum Macleod (GBR)         | Abloc CT                        | + 8' 19"    |
| 9      | Alexander Tarlton (GER)      | Team Lotto–Kern Haus            | + 9' 51"    |
| 10     | Lorenzo Milesi (ITA)         | Development Team DSM            | + 9' 51"    |

### Soutěž týmů
| Pořadí | Tým                                | Čas         |
| ------ | ---------------------------------- | ----------- |
| 1      | Intermarché–Wanty–Gobert Matériaux | 52h 45' 52" |
| 2      | Jumbo–Visma Development Team       | + 58"       |
| 3      | Team Vorarlberg                    | + 2' 51"    |
| 4      | Bardiani–CSF–Faizanè               | + 4' 14"    |
| 5      | Drone Hopper–Androni Giocattoli    | + 8' 24"    |
| 6      | Bora–Hansgrohe                     | + 9' 08"    |
| 7      | Team BikeExchange–Jayco            | + 9' 37"    |
| 8      | Development Team DSM               | + 9' 39"    |
| 9      | Uno-X Pro Cycling Team             | + 21' 05"   |
| 10     | Bingoal Pauwels Sauces WB          | + 21' 37"   |